# آکه‌بونو تارو
آکه‌بونو تارو (به ژاپنی: 曙 太郎) (۸ مهٔ ۱۹۶۹ – ۶ آوریل ۲۰۲۴) کشتی‌گیر سوموی اهل هاوایی در کشور ایالات متحده آمریکا بود که شصت‌وچهارمین کشتی‌گیر دارای رتبهٔ یوکوزونا محسوب می‌شود. وی در سال ۱۹۹۳ میلادی به این مرتبه ارتقا یافت و در سال ۲۰۰۱ میلادی بازنشسته شد. آکه‌بونو تارو توانست ۱۱ بار قهرمان یوشو مسابقات سومو شود.

## مرگ
آکه‌بونو در ۶ آوریل ۲۰۲۴، در سن ۵۴ سالگی، پس از بستری شدن در بیمارستانی در توکیو بر اثر نارسایی قلبی درگذشت. مرگ او در صبح روز ۱۱ آوریل در ژاپن اعلام شد و مراسم خاکسپاری سه روز بعد در توکیو برگزار شد. کریستین ریکو، بیوه آکه‌بونو، پس از تشییع جنازه به خبرنگاران گفت که او به مدت هفت سال از آریتمی رنج می برد، او همچنین گفت که جسد آکه‌بونو سوزانده می‌شود و نیمی از خاکستر او نزد خانواده‌اش در ژاپن باقی می‌ماند و نیمی دیگر در اقیانوس در سواحل هاوایی قرار می‌گیرد.